# Jean de Dailam
Saint Jean de Dailam ou Jean de Deylam (ܝܘܚܢܢ ܕܝܠܡܝܐ , Yoḥannan Daylamáyá;  né en 660 et mort le 26 janvier 738) est un saint de l'Église de l'Orient et des Églises syriaques et un moine qui fut le fondateur de plusieurs monastères en Mésopotamie  et en Perse, après la conquête musulmane.

## Biographie
Son hagiographie en syriaque indique qu'il est né à Ḥdattā, village à la confluence du Grand Zab et du Tigre, en l'an 660. Il entre fort jeune au monastère de Bēṯ ʿĀbē. Plus tard, il est fait prisonnier par les Daïlamites, tribus iraniennes en guerre contre les envahisseurs arabes, et déporté dans les montagnes de Dailam, près de la mer Caspienne. Il est finalement libéré et s'efforce d'évangéliser les Daïlamites.
L'hagiographie décrit aussi la guérison de la fille d'un calife omeyyade grâce à Jean. Sous la protection de ce calife, Abd-al-Malek ibn Marwān (685-705), et de son gouverneur Ḥajjāj, Jean voyage jusque vers Arrajan dans le Fārs (dans l'actuel Khouzestan, dans le Sud-Ouest de la Perse), où, grâce à une exemption de taxe foncière obtenue en remerciement par ce calife, il fonde au moins deux monastères, l'un dont la langue liturgique est le persan et l'autre à Kaskar, le syriaque. C'est là qu'il meurt en 738.
Il est fait aussi mention, dans divers manuscrits, de sa venue à Bakhdida en Mésopotamie, où il fonde un monastère, qui aujourd'hui porte son nom. Cependant certains historiens pensent qu'il avait déjà été fondé par des nestoriens et qu'il a été remis dans l'orthodoxie par Jean.

## Fête
Saint Jean de Dailam est fêté le dernier vendredi de mars par les Syriaques orthodoxes et le troisième vendredi après l'Épiphanie par les Assyriens.